# 高虎城
高虎城（こう こじょう、簡体字：高虎城、繁体字：高虎城、英語：Gao Hucheng、ガオ・フーチョン、1951年8月15日 ‐ ）は、中華人民共和国の政治家、官僚。李克強内閣にて第4代商務部長を務めた。

## 経歴
1951年8月15日に山西省朔州市に誕生する。北京第二外国語大学にてフランス語を学び、その後はザイール国立大学に留学した。1977年に帰国後は中国駐コンゴ大使館に派遣され商務活動を行う。1981年には中国機械進出口総公司にてフランスとの合資活動を行う。なおフランス滞在中にパリ第7大学にて経済社会学博士学位を取得している。1987年に帰国後は中国機械進出口総公司副所長、所長、中国華潤有限公司専任党委副書記、公司副総経理などを歴任する。
1994年11月から対外貿易経済合作部にて計画財務司司長、部長助理などを歴任した。2002年9月には広西チワン族自治区政府副主席に就任するが、1年後に中央に戻って商務部副部長兼党組副書、2010年7月に国際貿易交渉代表兼副部長、党組副書記、2013年3月に商務部長、党組書記となる。その後党第18次中央委員に任命され、2017年2月まで務めた。

## 家族
2007年にJPモルガン・チェースに息子の高珏（英文名：Joe Gao）が就職したが、ウォールストリート・ジャーナル紙が2015年2月に「アメリカの金融大手に対し、勤めていた息子の雇用を続けることを条件に便宜供与を申し出ていた」と報道している。なお息子は就職1年後に解雇され、BNPパリバの香港部門、クレディ・スイスと職を転々とした後は2013年1月にゴールドマン・サックス香港の自然資源部門に就職した。